# Carcharodopharynx arcanus
Carcharodopharynx arcanus is een platworm (Platyhelminthes). De worm is tweeslachtig. De soort leeft in of nabij zoet water.
Het geslacht Carcharodopharynx, waarin de platworm wordt geplaatst, wordt tot de familie Carcharodopharyngidae gerekend. De wetenschappelijke naam van de soort werd voor het eerst geldig gepubliceerd in 1924 door Reisinger.